# Pützer Bussard
Die Pützer Bussard war ein als Schulflugzeug ausgelegter Versuchsträger der Alfons Pützer KG.

## Geschichte
Mitte der 1950er Jahre zeigte die deutsche Luftwaffe Interesse an einem preiswerten Schulflugzeug für ihre angehenden Jetpiloten. Basierend auf seinen Erfahrungen mit der Pützer Dohle schlug Alfons Pützer hierfür ein propellerbetriebenes Kolbenflugzeug, dessen Druckpropeller am Heck des Flugzeugs zwischen einem Doppelleitwerk angeordnet war.

### Pützer Bussard als Fernwellen-Erprobungsträger SR-57
Eine Fernwelle zwischen dem im Rumpf angeordneten Motor und dem am Heck befindlichen Propeller hatte Alfons Pützer und Karl Lürenbaum bereits im Rahmen der Pützer Dohle erprobt, die allerdings nur unbefriedigende Ergebnisse geliefert hatte. Karl Lürenbaum beantragte daher für das Institut für Triebwerksdynamik an der RWTH Aachen beim Wirtschafts- und Verkehrsministerium die Mittel zur Weiterentwicklung existierender Fernwellenkonzepte unter der Projektbezeichnung SR-57. Im Rahmen des Forschungsprojekts war auch der Bau eines Versuchsträgers für den Antrieb vorgesehen, den die Alfons Pützer KG unter der Bezeichnung Pützer Bussard betrieb. Ursprünglich sah Alfons Pützer für diesen Versuchsträger eine ähnliche Bauform wie beim Strahltrainer Fouga Magister mit zwei nebeneinander angeordneten Sitzen und einer Tiefdeckerkonstruktion vor, die im Heckbereich das von der Pützer Dohle bekannte Doppelleitwerk und einen Rumpfkeil zum Schutz des am Heck angeordneten Propellers besaß. Walter Horten regte allerdings auf Grund des bei der Pützer Dohle beobachteten Leistungsverlusts infolge Verwirbelungen des Heckpropellers die Verwendung eines V-Leitwerks anstelle des Doppelleitwerks der Dohle an. Erstmals sah Pützer beim Bussard auch ein einziehbares Fahrwerk vor. Als Motor kam der aus der Pützer Elster bekannte Continental C90-12F Antrieb zum Einsatz.
Probleme bereitete die durch den gesamten Rumpf führende 6 Meter lange Fernwelle, die auf dem Fernwellenprüfstand in Aachen häufiges Versagen dynamischer Bauteile zeigte und deren Schwingungsverhalten erst nach einer vollständigen Neukonzeption in Form einer dreigliedrigen Welle befriedigende Ergebnisse zeigte. Im Januar 1959 erfolgte der Einbau des Antriebs in den Versuchsträger in Bonn. Mit der Erprobung des Versuchsträgers wurde die Deutsche Versuchsanstalt für Luftfahrt (DVL) in Köln-Wahn beauftragt. Dort startete der Pützer Bussard im Februar 1959 mit der vorläufigen Verkehrszulassung D-EHIV zum Erstflug. Bei der anschließenden Erprobung zeigte der Pützer Bussard bis Ende 1959 bei der DVL insbesondere in der Start- und Landephase zufriedenstellende Ergebnisse. Im Mai 1959 wurde der Pützer Bussard auf der ILA in Hannover erstmals der Öffentlichkeit vorgestellt.
Nach der Einführung des Strahltrainers Fouga Magister hatte die Bundesluftwaffe ihr Trainingskonzept für ihre Strahlpiloten verändert. Im neuen Ausbildungskonzept war der Einsatz preisgünstiger Aufwärtstrainer nicht mehr vorgesehen. Trotz der positiven Erprobung bestand seitens der Luftwaffe daher 1959 kein Beschaffungsinteresse für den Pützer Bussard mehr. Mit dem Ende des Projekts SR-57 wurde der Versuchsträger im Herbst 1959 abgestellt.

### Pützer Bussard als Erprobungsträger für Ringleitwerke
Bei der Bölkow GmbH in Nabern arbeitete Erich Ufer seit 1956 an der Entwicklung von Ringleitwerken. Im Rahmen dieser Entwicklung war bei der Bölkow GmbH der Bau des Versuchsträgers Bölkow P.103 vorgesehen. Nachdem Ludwig Bölkow und Erich Ufer bis 1959 keine Fördermittel aus staatlichen Programmen für den Versuchsträger erhalten hatten, schlug Alfons Pützer den Umbau des nicht mehr benötigten Fernwellenerprobungsträgers Bussard für die Aufnahme eines Ringleitwerks vor. Abgesehen von der Neukonzeption des gesamten Leitwerksbereichs mit dem bei Bölkow in GFK-Bauweise hergestellten Rings, erhielt die Pützer Bussard ein neues, ebenfalls bei Bölkow im Rahmen der P.103 konzipiertes Fahrwerk, das die notwendige Bodenfreiheit für das Ringleitwerk sicherstellte. Auf Grund des hohen Gewichts des Ringleitwerks tauschte Alfons Pützer den Continental C90 Motor gegen einen 145 PS starken Continental O300, für den Karl Lürenbaum in Aachen die notwendigen Änderungen an der Fernwelle vornahm. Den Umbau des Pützer Bussard sowie die im Vorweg notwendigen Windkanalversuche finanzierte das Bundesverteidigungsministerium ab Ende 1959.
Nach Abschluss der Modellversuche auf dem Windkanal in Stuttgart erfolgte bis Ende 1960 der Umbau des Pützer Bussard, der daraufhin die Bezeichnung SR-57-2K erhielt. Um weitergehende Erfahrungen mit dem Ringleitwerk zu gewinnen, erfolgte vor dem Erstflug Anfang 1961 ein weiteres Windkanalprogramm, bei dem der fertiggestellte Prototyp aerodynamisch untersucht wurde. Am 12. Juli 1961 erfolgte in Bonn-Hangelar der Erstflug des Pützer Bussard mit einem Ringleitwerk. In einer dreimonatigen Flugerprobung wurden zufriedenstellende Ergebnisse nachgewiesen. Am 22. März 1963 erteilte das Luftfahrt-Bundesamt für den Ringleitwerksträger SR-57-2K eine vorläufige Verkehrszulassung. Mit der Vorlage des Abschlussberichts im Juni 1964 wurde der Erprobungsträger erneut abgestellt. Die weitere Entwicklung von Ringleitwerken wurde Mitte der 60er Jahre in Deutschland endgültig aufgegeben.

### Pützer Bussard als Studienobjekt für Mantelstrom-Triebwerke
Die Pützer Bussard kam nach Abschluss der Ringleitwerks-Erprobung an das Institut für Triebwerksdynamik von Karl Lürenbaum in Aachen. Gemeinsam mit der von Hanno Fischer bei Rhein-Flugzeugbau entwickelten Rhein-Flugzeugbau RF-1 diente der Bussard in Aachen bei Boden- und Prüfstandsversuchen der Entwicklung von Mantelstromtriebwerken, wie sie 1968 beim Motorsegler Rhein-Flugzeugbau Sirius erstmals zum Einsatz kamen. Die Pützer Bussard wurde bei diesen Versuchen weitgehend zerlegt und wurde später in Merzbrück bei Aachen eingelagert.

### Pützer Bussard in konventioneller Bauweise
Walter Horten übernahm die zerlegte Pützer Bussard 1971. Mit Unterstützung der Oskar Ursinus Vereinigung (OAV) ersetzte Horten das Ringleitwerk durch ein konventionelles Leitwerk und baute die Fernwelle aus. Stattdessen wurde der im Bug befindliche Motor mit einem Bugpropeller in konventioneller Bauweise verbunden. Tragflächen, Fahrwerk und Mittelrumpf mit Cockpit blieben unverändert.
Vermutlich wurde der Pützer Bussard in dieser Konfiguration bei der OAV noch einige Jahre als Reiseflugzeug verwendet. Er soll später bei einem Hallenbrand zerstört worden sein.

## Technische Daten
| Kenngröße             | SR-57 (V-Leitwerk)            | SR-57-2k (Ringleitwerk)     |
| --------------------- | ----------------------------- | --------------------------- |
| Besatzung             | 1                             | 1                           |
| Passagiere            | 1                             | 1                           |
| Länge                 | 6,30 m                        | ? m                         |
| Spannweite            | 12,00 m                       | 12,00 m                     |
| Höhe                  | 2,20 m                        | ? m                         |
| Flügelfläche          | 18,00 m²                      | 18,00 m²                    |
| Leermasse             | 600 kg                        | ? kg                        |
| max. Startmasse       | 760 kg                        | 840 kg                      |
| Reisegeschwindigkeit  | 180 km/h                      |                             |
| Höchstgeschwindigkeit | ? km/h                        |                             |
| Dienstgipfelhöhe      | ? m                           |                             |
| Reichweite            | ? km                          |                             |
| Triebwerke            | 1 × 70 kW Continental C90-12F | 1 × 145 PS Continental O300 |